# Reseda Beach
Reseda Beach è il terzo album in studio del gruppo hip hop statunitense Styles of Beyond, pubblicato nel 2012.

## Tracce

### Disco 1
1. Here We Go – 3:30
2. Hard – 3:20
3. Sugar Honey Iced Tea – 3:31
4. Take That (featuring Celph Titled) – 3:24
5. Call My Name – 2:22
6. Bumble Bee (Skit) (starring Alex 2Tone) – 2:11
7. The Pirate Song – 3:22
8. Damn (featuring Michael Bublé) – 2:54
9. Dumb It Down (featuring Apathy) – 3:34
10. Howdy Doody – 3:08
11. Live from Ibiza (Skit) (starring Alex 2Tone) – 0:29
12. You Love Us (featuring Somaya Reece) – 2:41
13. Shut Everything Down (featuring Celph Titled) – 3:48
14. Dunky Fividends (featuring Apathy) – 3:50
15. Second to None (featuring Mike Shinoda) – 3:05
16. The Valley (Outro) (starring Alex 2Tone) – 3:43

### Disco 2
1. Gats N Party Hats – 3:20
2. Hard (Remix) – 4:09
3. It's Us – 2:31
4. Hey You (featuring Mike Shinoda) – 2:18
5. You Cannot Fuck With This (featuring Celph Titled) – 3:09
6. Here We Come – 2:16
7. World Famous – 3:13
8. Bring It Back (featuring Apathy, Motive & Celph Titled) – 3:12
9. Murderer (featuring Celph Titled) – 3:20
10. Live at the BBQ (featuring Apathy, Motive & Celph Titled) – 3:00
11. The Story Begins – 2:16
12. Bangin' S.O.B. – 3:28
13. Kill 'Em in the Face (featuring Scoop DeVille) – 3:15
14. Get Involved – 3:29
15. They Don't Know – 2:53
16. Journey – 2:15
17. Savin' L.A. (featuring Bishop Lamont) – 4:06
18. Radio Clash – 2:20
19. Kick Me Out – 2:05
20. Chill Pill (featuring Apathy) – 3:29
21. Godz in the Front (Digital Bonus Track) (featuring Demigodz) – 4:49